# Andranovelona
Andranovelona est une commune rurale située dans la région d'Analamanga, au centre de Madagascar.

## Démographie
La commune rassemble environ 15 000 habitants en 2001.

## Économie
La population est très majoritairement rurale (94 %). Les exploitations sont principalement la riziculture, le maïs, la pomme de terre et le manioc.